# Constance Fox Talbot
Constanza Talbot (apellido de nacimiento Mundy, 1811 - 1880) es considerada la primera mujer en tomar una fotografía; una imagen brumosa de un verso del poeta irlandés Thomas Moore.